# Nikolaï Krylenko
Nikolaï Vassilievitch Krylenko (en russe : Николай Васильевич Крыленко ; né le 2 mai 1885 à Bekhteïevo et mort le 29 juillet 1938 à Moscou) est un révolutionnaire bolchevik qui joua un rôle important dans la révolution russe de 1917. Il fut membre du premier Conseil des commissaires du peuple, chargé des affaires militaires. Il devint ensuite procureur général de la république socialiste fédérative soviétique de Russie avant d'être finalement exécuté durant les purges staliniennes.

## Biographie

### Jeunesse
Il étudie à la faculté d'histoire et de philologie de l'université impériale de Saint-Pétersbourg entre 1902 et 1907. Bolchévik dès 1904, « soldat trapu au visage toujours souriant, aux gestes violents, à la parole hésitante », selon John Reed, Krylenko joue un rôle important dans la préparation de la révolution d'Octobre. Membre actif des soviets de soldats, il préside le congrès des soviets de la région du Nord, qui a lieu peu avant le deuxième congrès pan-russe des soviets qui devait entériner la prise du pouvoir par les bolchéviks. Trotsky considérait Krylenko comme « le meilleur agitateur du parti sur le front ».

### Le militaire bolchevik
Le général Nikolaï Doukhonine, commandant en chef de l'Armée russe, ayant refusé d'engager des pourparlers de paix avec les Allemands, est révoqué le 22 novembre 1917 et remplacé le 3 décembre suivant par Krylenko, le tout nouveau commissaire du peuple à la Guerre, qui n'avait dans l'armée que le grade d'enseigne (inférieur à un sous-lieutenant). Celui-ci propose à l'État-Major général allemand de négocier un armistice. Sur sa réponse positive, Krylenko ordonne un cessez-le-feu le 2 décembre 1917 et organise la fraternisation avec les troupes allemandes. En février 1918, lorsque les bolchéviks quittent les négociations à Brest-Litovsk en refusant de signer une paix annexionniste, tout en déclarant mettre unilatéralement fin à la guerre, c'est Krylenko qui, en tant que commandant en chef, donne l'ordre de démobilisation de l'Armée russe.

### Le magistrat impitoyable
Nommé au Tribunal révolutionnaire dès 1918, Krylenko instruit de nombreux procès, par exemple celui de l'agent provocateur Roman Malinovsky ou celui contre l'Église catholique au printemps 1923 qui provoque une vague d'arrestations, la condamnation à mort de Constantin Budkiewicz, l'emprisonnement de Mgr Cieplak et l'envoi de Mgr Feodorov au camp de travail des îles Solovki. Pendant la NEP, il traite de multiples affaires de spéculation. En tant que procureur général, Krylenko défend, dans les années 1930, de nombreuses lois répressives, par exemple celle punissant, en 1935, l'homosexualité de trois ans de prison. Il la justifie en affirmant que l'inversion sexuelle était une tare des classes bourgeoises dégénérées. Il défend également la sinistre loi du 8 juin 1934 sur la trahison de la patrie qui instaure la responsabilité collective des familles pour les actes commis par l'un de leurs membres.

### Président de la Section intersyndicale des échecs
En tant que bolchevik de la première heure, Krylenko était une des rares personnes contre qui Lénine acceptait de disputer des parties d'échecs. Convaincu que l'Union soviétique doit « adopter les échecs comme instrument de la culture intellectuelle », il obtient la création en août 1924 de la Section intersyndicale des échecs, dont il est élu président à l'unanimité. Il refuse que la section des échecs rejoigne la Fédération internationale des échecs car « non seulement les organisations des échecs russes ne sont pas neutres sur le plan politique, mais elles sont fermement engagées dans le programme de la lutte des classes ». L'Union soviétique refuse de participer aux compétitions internationales jusqu'en 1945.

Il devient le premier rédacteur en chef de la revue 64, dont il se sert pour promouvoir la vision socialiste des échecs. Il justifie les dépenses occasionnées par le Tournoi international de Moscou en 1925 en l'inscrivant dans le cadre de la NEP : 

« la section des échecs considère qu'il est de son devoir d'utiliser des maîtres d'échecs occidentaux au nom des objectifs généraux pour lesquels nous employons des spécialistes de toute autre branche de la culture bourgeoise. »

En 1928, lors de l'institution du premier plan quinquennal, Krylenko entame un plan quinquennal pour les échecs.

### Destitution, exécution, réhabilitation
Lors des Grandes Purges, Staline se débarrasse de la vieille garde bolchévique.
Krylenko est dénoncé dans une réunion du Soviet suprême de 1937 comme « se préoccupant trop des échecs ». Il passe ses dernières heures de liberté à se saouler et à jouer aux échecs. Il est arrêté le 1er février 1938, condamné le 29 juillet 1938 par le Collège militaire de la Cour suprême de l'URSS pour « participation à une organisation terroriste contre-révolutionnaire ». Il est exécuté le même jour à Kommounarka, près de Moscou.
Il est réhabilité le 10 août 1955 par le même Collège militaire.
À partir de 1977, sous Brejnev, le Mémorial Krylenko, un tournoi junior et par équipes, est organisé chaque année.
Son parcours n'est pas sans rappeler celui de son collègue Vladimir Antonov-Ovseïenko, « vieux bolchevik » comme lui, qui après avoir exercé d'éminentes responsabilités, a fini exécuté.